# 아메리카의 세계유산

아메리카의 세계유산 분포 지도
없음
1-2 군데
3-5 군데
6-9 군데
10+ 군데

다음은 아메리카의 유네스코 세계 유산이다.
- 북아메리카의 세계유산 - 카리브해 국가, 중앙아메리카 포함.
- 남아메리카의 세계유산